# Prodosiarcha
Prodosiarcha is een geslacht van vlinders van de familie tastermotten (Gelechiidae).

## Soorten
- P. catadamanta Diakonoff, 1954
- P. glagera Turner, 1919
- P. loxodesma Meyrick, 1904
- P. thanatodes (Lower, 1893)